# الغواصة البريطانية الفئة أس (1931)
الغواصة البريطانية الفئة أس تم تصميم وبناء غواصات الفئة أس للبحرية الملكية البريطانية في الأصل أثناء تحديث القوة للغواصات في أوائل ثلاثينيات القرن الماضي لتلبية الحاجة إلى غواصات أصغر للقيام بدوريات في المياه المحظورة في بحر الشمال والبحر الأبيض المتوسط، لتحل محل الغواصات البريطانية من الفئة أتش. كجزء من الإنشاءات البحرية الرئيسية للقوات البحرية الملكية خلال الحرب العالمية الثانية، أصبحت الفئة أس أكبر مجموعة من الغواصات التي تم إنشاؤها على الإطلاق للقوات البحرية الملكية. تم إنشاء ما مجموعه 62 منها على مدى فترة 15 عامًا، مع إطلاق خمسين من فئة أس «المحسنة» بين عامي 1940 و1945.

## الخدمة
عملت غواصات هذه الفئة في المياه حول المملكة المتحدة والبحر الأبيض المتوسط، ثم في الشرق الأقصى بعد تزويدها بخزان إضافي.

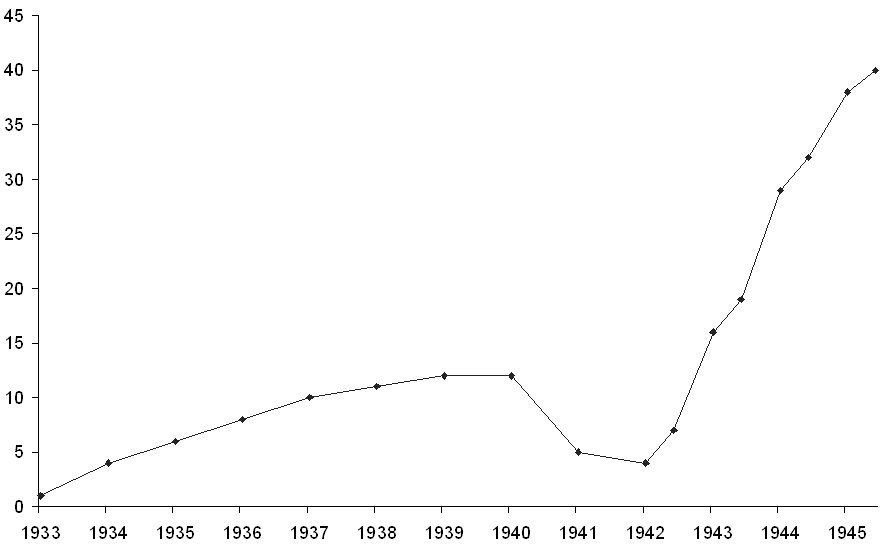
عدد الغواصات من الفئة أس في الخدمة حسب السنة.

بعد الحرب استمرت الغواصات من الفئة أس في الخدمة في البحرية الملكية حتى الستينيات. كان آخر غواصة يتم تشغيلها في البحرية الملكية هي Sea Devil، التي تم إطلاقها في عام 1945 وتم تفكيكها في فبراير 1966. خدمت الغواصة إتش إم إس سبرينغر في البحرية الإسرائيلية باسم INS Tanin وتم إيقافها في عام 1972.
تم بيع أو إقراض العديد من غواصات من الفئة أس إلى قوات بحرية أخرى:
- هولندا 1
- البرتغال 3
- فرنسا 4
- إسرائيل 2. (إتش إم إس سبرينغر (أس71)، هبطت القوات الخاصة واشتبكوا مع سفينة مصرية في حرب الأيام الستة).[1] [2]

تم طلب نسخة معدلة من قبل البحرية التركية في عام 1939 باسم Oruç Reis فئة.